# Сембаванг Рейнджерс
Футбольный клуб «Сембаванг Рейнджерс» (англ. Sembawang Rangers Football Club ) — футбольный клуб из Йишуна, что в Сингапуре. В среде поклонников имеет прозвище «Жеребцы». Клуб был основан в 1996 году, после слияния клубов Гибралтар Крескент и Спортивного клуба Сембаванг, чтобы выступать в первой Лиге Сингапура, в 1996 году. После изменения формата лиги, Сембаванг был выдворен из Лиги в конце 2003 года.

## Позиции в С. Лиге
- 2003 — 9 место
- 2002 — 6 место
- 2001 — 8 место
- 2000 — 9 место
- 1999 — 8 место
- 1998 — 8 место
- 1997 — 8 место
- 1996 — Серия 1: 7 место; Серия 2: 6 место

## Позиции в Кубке Сингапура
- 2003 — Первый раунд
- 2002 — Четвертьфинал
- 2001 — Первый раунд
- 2000 — Первый раунд
- 1999 — Первый раунд
- 1998 — 4 место
- 1997 — Первый раунд